# Giraffa jumae
Giraffa jumae és una espècie extinta de mamífers de la família dels giràfids. L'espècie s'estenia des de Malawi fins a Txad, amb una possible ocurrència de l'espècie o d'una espècie molt propera a Turquia. L'espècimen tipus fou descobert durant excavations de trinxeres a la part superior de la formació de Rawi a la dècada del 1930 per Louis Leakey. L'espècimen fou trobat amb Ceratotherium simum, Suidae, Metridiochoerus andrewsi, un Hippopotamus gorgops i una mandíbula d'hipopòtam nan gairebé completa.
L'espècie és considerada un possible avantpassat de la girafa actual, Giraffa camelopardalis.